# تانیا وورله
تانیا وورله (انگلیسی: Tanja Wörle؛ زادهٔ ۶ ژوئیهٔ ۱۹۸۰) بازیکن فوتبال اهل آلمان است.
از باشگاه‌هایی که در آن بازی کرده‌است می‌توان به باشگاه فوتبال زنان بایرن مونیخ، باشگاه فوتبال هامبورگ، و باشگاه فوتبال اف‌اس‌وی فرانکفورت اشاره کرد.
وی همچنین در تیم ملی فوتبال زنان آلمان بازی کرده‌است.